# Banaba
Banaba, früher Ocean Island genannt, ist eine zur Inselrepublik Kiribati gehörende Insel im Pazifischen Ozean. Sie besaß neben Nauru eine der bedeutendsten Phosphat-Lagerstätten des Pazifiks.

## Geographie
Banaba liegt vergleichsweise isoliert rund 430 km südwestlich der Gilbertinseln sowie 290 km östlich von Nauru. Es ist ein gehobenes Atoll mit einem Durchmesser von etwa 3,5 km sowie einer Fläche von 6,29 km². Die Insel erreicht eine Höhe von bis zu 81 m über dem Meer und stellt somit die höchste Erhebung Kiribatis dar.
Auf der Insel leben rund 300 Einwohner, die sich auf drei (ehemals vier) Dörfer verteilen.
|                          | 1900 | 1995 | 2005  | 2010  | 2015  | 2020  |
| Tabiang (Antereen)       | 60   | 16   | 108 ▲ | 83 ▼  | 102 ▲ | 146 ▲ |
| Uma (Umwa, Ooma)         | 138  | 269  | 135 ▼ | 155 ▲ | -     | 158 ▲ |
| Tabwewa (Tabewa, Tapiwa) | 133  | 54   | 58 ▲  | 57 ▼  | 166 ▲ | 29 ▼  |
| Buakonikai               | 120  | -    | -     | -     | -     | -     |
| Banaba                   | 451  | 339  | 301 ▼ | 295 ▼ | 268 ▼ | 333 ▲ |

Bis 1900 wurden die Distrikte Te Aonaonne und Toakira zum neuen Distrikt Buakonikai zusammengelegt.

## Geschichte

### Vorkoloniale Geschichte

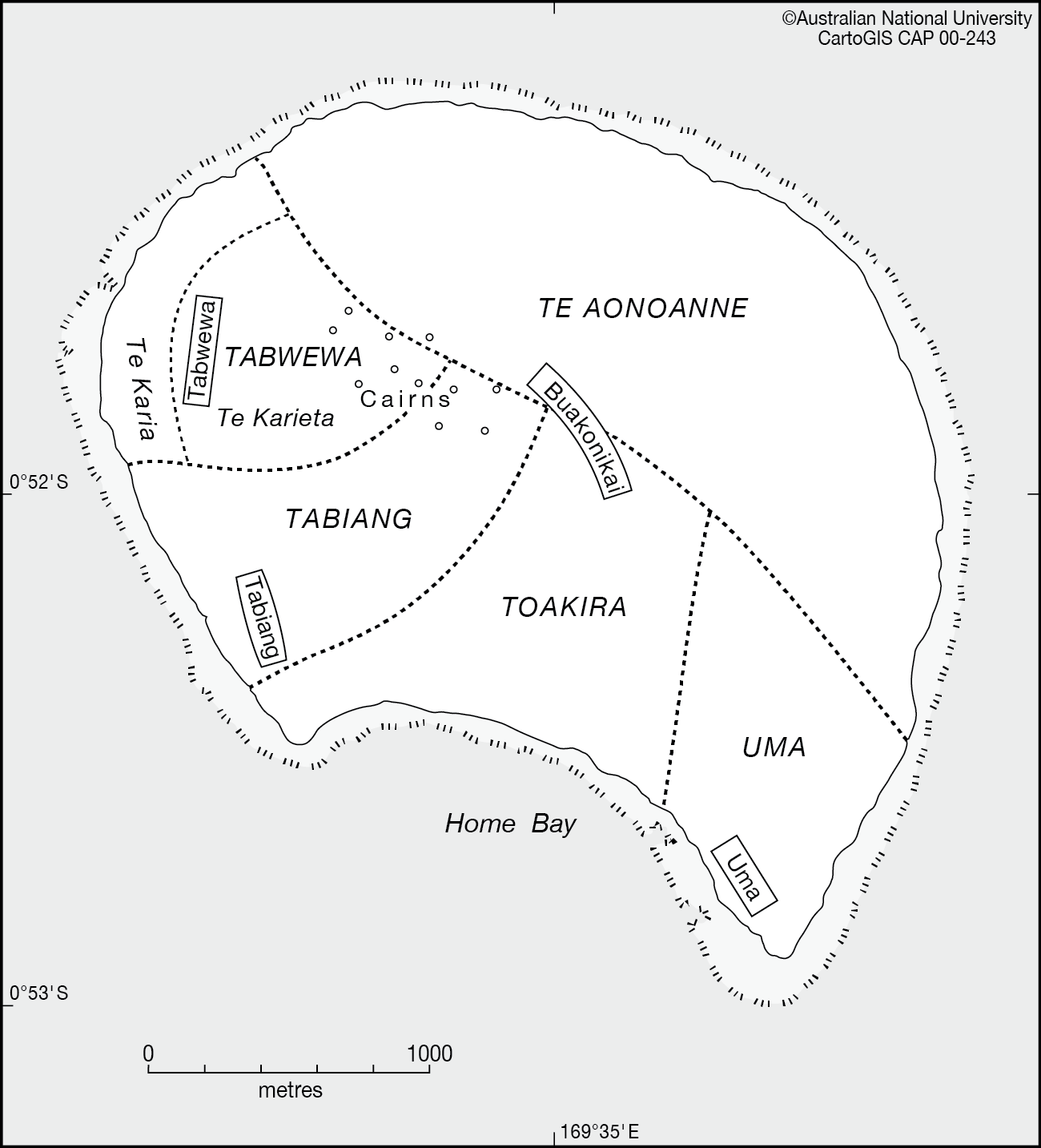
Historische Distrikte von Banaba (ab ca. 1600)

Laut mündlicher Überlieferung der Einwohner Banabas wurde die Insel in drei Wellen besiedelt. Die Erstbesiedlung erfolgte durch den melanesischen Clan der Te Aka, die vermutlich von den Banks-Inseln stammten. Im 16. Jahrhundert besiedelte ein zweiter Clan namens Auriaria die Insel. Die Ursprünge dieses Clans werden auf der heute zu Indonesien gehörenden Insel Halmahera vermutet. Im 17. Jahrhundert siedelten schließlich Gilbertesen von der Insel Beru auf Banaba.
Die fünf auf der Karte gezeigten historischen Distrikte (village districts) wurden in 85 kawa (englisch hamlets, etwa „Weiler“, mit jeweils vier oder fünf Gehöften oder Wohnstätten) gegliedert:
| Tabwewa District | Tabiang District | Te Aonoanne District | Toakira District | Uma District |
| --- | --- | --- | --- | --- |
| 1. Te Karia—Taekarau 2. Kabi-ni marata 3. Tabongea 4. Namanai 5. Tekerau 6. Aobike 7. Te Maiu 8. Ao-n te marae 9. Te Karieta—Mangati 10. Uma na kainnako 11. Karongoa 12. Te Kainga 13. Ao-n te bonobono 14. Tabo-n te marae 15. Karibariki 16. Mixed Karia and Karieta —Aurakeia Marakei Te I-Namoriki | 1. Nokuao 2. Te aba uareke 3. Te aba ni mate 4. Oraka 5. Eta-ni Banaba 6. Bare bongawa 7. Ata-ni Banaba 8. Nakieba 9. Tarakabu 10. Tabo-n te marae 11. Tabo-ni buota 12. Tabo Matang 13. Buki 14. Bare buairake 15. Neingkambo 16. Nanimanomano 17. Tabiang 18. Nei Rao 19. Buariki 20. Taiki 21. Tangi-n te ba 22. Te Aba-n aine 23. Te Kammamma | 1. Te Mara-ni kaomoti 2. Te Katuru 3. Te Maeka-n anti 4. Ao-n natiabouri 5. Terike 6. Te Ababa 7. Toka mauea 8. Bakatere 9. Ao-n te katoutou 10. Norauea 11. Te Aka 12. Taborake 13. Te Angaba | 1. Toakira maeao 2. Toakira mainiku 3. Niniki 4. Te Roko-ni borau 5. Te Bubunnai 6. Te Kamaruarua 7. Nei Tang 8. Nakieba 9. Tangi-n te ba 10. Te Uma reburebu | 1. Nang Kouea 2. Rariki-n te kawai 3. Naruku 4. Te Reineaba 5. Te Toka 6. Te Rawa i-eta 7. Nuka 8. Te Banga-ni U 9. Te Maneaba 10. Te Mangaua 11. Te Tarine 12. Tonga i-eta 13. Te Wae 14. Bare tarawa 15. Aoniman 16. Taboiaki 17. Naria kaina 18. Bwibwi-n toora 19. Ata-n te Maneaba 20. Tabo-n te ba 21. Te Uma-ni mane 22. Te Rawa i-nano 23. Ao-n te marae |

### Europäische Entdeckung und Kolonialismus

Karte von Banaba (früher Ocean Island), 1936

Am 3. Januar 1801 wurde die Insel vom Kapitän des amerikanischen Schiffes Diana, Jared Gardner, zum ersten Mal von einem Europäer gesichtet. Zuerst hielt er die Insel für das etwa 770 km östlich gelegene Nikunau. Nachdem er erkannte, eine neue Insel entdeckt zu haben, nannte er sie schließlich Rodman’s Island. 1804 sichtete der Kapitän John Mertho vom britischen Schiff Ocean zufällig die Insel und nannte sie Ocean Island. Doch blieb die Gemeinschaft der Einwohner, die sich aus verschiedenen Menschen aus dem Pazifikgebiet zusammensetzte, für die Kolonialmächte ohne Interesse. Im Jahre 1900 jedoch entdeckten sie, dass das gesamte Felsgestein aus versteinertem Vogelkot (Guano), somit fast ausschließlich aus Phosphat, bestand.
Banaba war damit neben Nauru die zweite Insel im Westpazifik, auf welcher große Phosphatlager nachgewiesen wurden. 1901 besetzten Briten die Insel, annektierten sie und ordneten sie ihrer Kolonie Gilbert- und Elliceinseln zu. Banaba erhielt den Namen Ocean Island. Die Pacific Islands Company aus Sydney begann unmittelbar mit dem Abbau des Rohstoffes, für den es als Dünger in Australien und Neuseeland eine enorme Nachfrage gab. Für den Transport zum Hafen wurde eine etwa drei Kilometer lange Schmalspurbahn gebaut. Die Pacific Islands Company legitimierte sich mit einem Abkommen mit dem „König von Banaba“. Dieser habe ihnen die Abbaurechte für 999 Jahre zum Preis von 50 Pfund jährlich verpachtet. Allerdings existierte auf Banaba nie ein feudales System und auch kein König, der derartige Zusagen hätte treffen können.

### Japanische Herrschaft während des Zweiten Weltkrieges
Mit 500 Soldaten und einer halben Hundertschaft Zwangsarbeiter besetzte im Rahmen der Operation RY am 27. August 1942 Japan die Insel im Pazifikkrieg. Während die Briten bis auf fünf alle Europäer und die rund 800 chinesischen Arbeiter der Company bereits evakuiert hatten, ließen sie die ca. 700 Einheimischen und weitere 713 Arbeitsmigranten auf der Insel zurück. 349 überlebten das nun folgende Terrorregime nicht. „Erschießungen, Prügel mit Holzknüppeln, Folter mit Elektroschocks und Vergewaltigungen waren an der Tagesordnung. Selbst für kleinste „Vergehen“ wie das Abpflücken einer Kokosnuss verhängten die Japaner die Todesstrafe. Eltern schlugen sie vor den Augen ihrer Kinder die Köpfe ab.“
Der dabei überlebende Minenarbeiter Tikaouti Bonabati von den Gilbert-Inseln sagte: „Es wäre besser gewesen, Soldat zu sein statt ein gefangener Zivilist. Soldaten haben Waffen und damit eine Chance. Wir hatten keine. Wir waren Sklaven, und sie behandelten uns wie Schweine. Menschenrechte galten für uns nicht.“ Ituaso Lafai berichtet von der Köpfung zweier Männer von den Gilbert-Inseln, bei denen alle Einwohner anwesend sein mussten. Anlass war der Diebstahl einer Handvoll Reis.
Mitte August 1945 verschleppten die Japaner in einer nächtlichen Aktion alle bis auf 150 junge männliche Einwohner in ein pazifisches Arbeitslager. Sehr wahrscheinlich war es der 20. August 1945, als die Japaner die restlichen Einwohner zu einer Klippe in der Nähe des Dorfes Tabiang führten, ihnen die Augen verbanden und ein Massaker an – nach einem UNESCO-Report – 143 Banabaren verübten.
Am 1. Oktober 1945 landeten die Alliierten auf der Insel. Die Japaner erklärten, dass alle Einwohner evakuiert worden seien. Erst Anfang Dezember wurde der 28-jährige Kabunare aus Nikunau als einziger Überlebender des Massakers entdeckt und konnte von der Gräueltat berichten. Das Massaker wurde im Rahmen der Kriegsverbrecherprozesse in Neuguinea unter australischer Regie juristisch behandelt.
Den 1003 Bewohnern der Insel, die vorwiegend in japanischen Arbeitslagern bis Ende 1945 das Leiden überlebt hatten, wurde von den Briten die Rückkehr auf die Insel verweigert. Sie wurden auf die 2500 Kilometer entfernte Fidschi-Insel Rabi gebracht.

### Kiribatische Oberhoheit nach dem Zweiten Weltkrieg
Erst nach politischen Protesten konnten die Bewohner ab 1979 wieder in ihre durch den britischen Phosphatabbau völlig zerstörte Heimat zurückkehren.
Inzwischen kehrten einige Banabaner wieder auf die Insel zurück, wovon aber etwa die Hälfte 1999/2000 wieder nach Rabi emigrierte. Versuche, Banaba als eigenständigen Staat von Kiribati zu lösen, schlugen bisher fehl.